# Кинг, Элвин Рой
Элвин Рой Кинг (англ. Elwyn Roy King; 13 мая 1894 — 28 ноября 1941) — лётчик-ас австралийского авиационного корпуса в годы Первой мировой войны. На его счету двадцать шесть побед в воздушных боях, что является четвёртым результатом среди австралийских пилотов военного периода и уступает только Гарри Кобби среди пилотов корпуса. В мирное время работал гражданским пилотом и инженером. С 1939 года и до смерти служил в Королевских военно-воздушных силах Австралии.
Родился на юго-востоке Австралии. В 1916 году служил в лёгкой кавалерии в Египте, в январе 1917 года перешёл в авиационный корпус механиком, позже став пилотом. В составе 4-й эскадрильи ВВС Австралии принимал участие в боях на Западном фронте Первой мировой войны. Летал на одноместных истребителях «Sopwith Camel» и «Sopwith Snipe». На последнем сбил семь вражеских самолётов, больше, чем любой другой пилот. За свои достижения был отмечен орденом «За выдающиеся заслуги» и британским крестом «За выдающиеся лётные заслуги». В 1919 году вернулся в Австралию и несколько лет работал в гражданской авиации, после чего стал одним из соучредителей успешной инженерной компании. После начала Второй мировой войны Элвин вернулся на службу в Королевские военно-воздушные силы Австралии, где занимался подготовкой пилотов. Умер в ноябре 1941 года в возрасте сорока семи лет.

## Ранние годы
Элвин Рой Кинг родился 13 мая 1894 года недалеко от южно-восточного австралийского города Батерст в штате Новый Южный Уэльс. Его отец, Ричард, был простым австралийским рабочим, а мать, Элизабет Мэри, была английского происхождения. Учился в государственной школе, в дальнейшем продолжил заочно изучать машиностроение. Жил в Форбсе, работал автомехаником и занимался ремонтом велосипедов, автомобилей и сельскохозяйственной техники. 20 июля 1915 года поступил на службу в Австралийские имперские силы.

## Первая мировая война

### Начало службы
5 октября 1915 года Кинг на борту HMAT «Themistocles» отплыл в Египет в составе подкрепления для 12-го полка 4-й бригады лёгкой кавалерии.. Подкрепление присоединилось к полку в феврале 1916 года в Гелиополе, восполнив потери, полученные в ходе Дарданелльской операции. Весь май полк занимался только обороной Суэцкого канала, а в дальнейшем также стал патрулировать Синайский полуостров.
13 января 1917 года Кинг был переведён в состав Австралийского авиационного корпуса и отправлен в Великобританию. 18 апреля он присоединился к 4-й эскадрилье корпуса в качестве техника. В августе он был переведён в состав учебной эскадрильи, чтобы учиться управлять самолётом. 15 октября он успешно закончил обучение и получил звание офицера. В ноябре 1917 года вернулся в состав той же 4-й эскадрильи уже в качестве пилота. 21 марта 1918 года Кинг был отправлен на действительную военную службу во Францию. В тот же день началось крупномасштабное наступление германских войск против армий Антанты, известное как операция «Михаэль», ставшее первой фазой Весеннего наступления 1918 года.

### Лётчик-ас
Когда Кинг прибыл во Францию, его эскадрилья летала на одноместных истребителях «Sopwith Camel» в опасных условиях, на малых высотах, осуществляя поддержку австралийских сухопутных сил. У нового пилота практически не было шансов на воздушный бой. Плотный, ростом 196 см, Кинг также имел проблемы с посадкой своего истребителя. Зажатый в его маленькой кабине, пилот с трудом мог пользоваться управляющими элементами самолёта. Его командиру не нравились постоянные грубые посадки. Друг Кинга и пилот той же эскадрильи, Гарри Кобби, позже вспоминал, что «была вероятность того, что Кинг покинет эскадрилью, но он проявил себя замечательным пилотом». Кобби часто брал Кинга с собой на вылеты. В эскадрилье заметили, что патрули из двух истребителей, как правило, ещё в состоянии втянуть вражеский самолёт в бой, в то время как более крупные формирования уже отпугивают. 14 мая 1918 года Кинг подбил двухместный немецкий разведчик, который изучал расположение артиллерии между бельгийским Ипром и французской коммуной Байёль. Однако, из-за облачности не смог убедиться в уничтожении противника. 20 мая Кинг выиграл свой первый воздушный бой, уничтожив немецкий истребитель Pfalz D.III. 1 июня был произведён в лейтенанты. 20 июня Кинг сбил немецкий воздушный шар над французской коммуной Эстер. Хотя шары и были уязвимы для атак зажигательным оружием, они, как правило, хорошо охранялись истребителями и ПВО, и таким образом, рассматривались как опасные и ценные объекты. В том же месяце он сбил ещё два самолёта над рекой Лис.

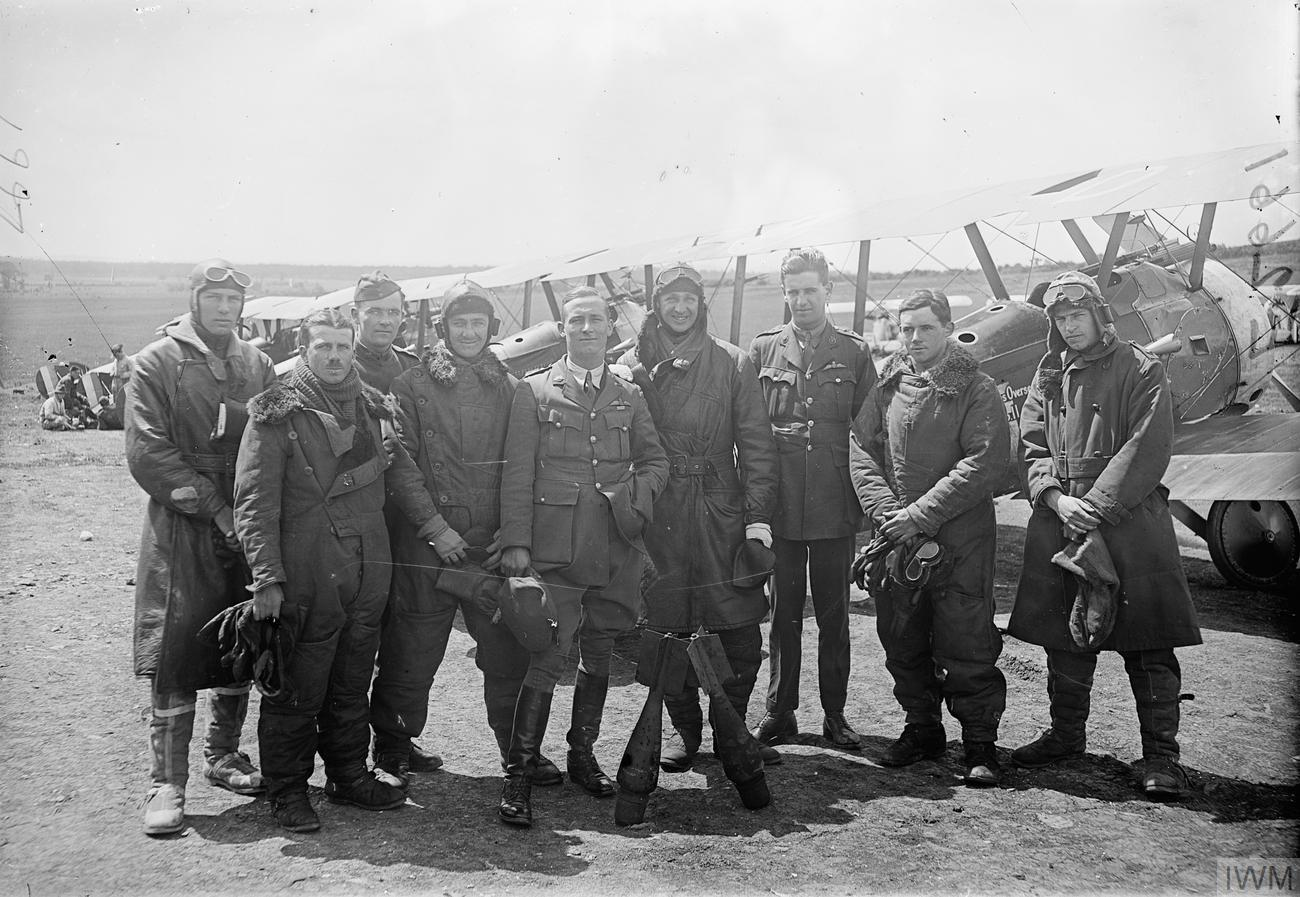
Кинг (четвёртый справа), капитан Гарри Кобби (в центре) и офицеры 4-й эскадрильи, июнь 1918 года

25 июля 1918 года Кинг отметился снова, сбив самолёт LVG во время полётов над коммуной Армантьер. Четыре дня спустя он возглавил группу из шести «Sopwith Camel» 4-й эскадрильи, сопровождающую легкие бомбардировщики Airco DH.9 Королевских военно-воздушных сил Великобритании. Пока бомбардировщики выполняли своё задание, группа прикрытия вступила в бой, по крайней мере, с десятью немецкими «фоккерами». Трое австралийцев, включая Кинга, сбили своих противников; столкновение завершилось без потерь у союзников. 3 августа Кинг уничтожил ещё один немецкий двухместный самолёт, а на следующий день разделил победу в воздухе с Гербертом Уотсоном. 4-я эскадрилья понесла значительные потери во время Стодневного наступления на Западном фронте, начавшегося с Амьенской операции 8-13 августа. 10 августа, во время бомбардировки Эстера, Кинг уничтожил ещё один воздушный шар и «LVG». 12 и 13 августа 4-я эскадрилья, ведомая Кингом и Кобби, выполняла полёты над Фландрией вместе с истребителями «Royal Aircraft Factory S.E.5» 2-й эскадрильи, возглавляемой Эдриэном Коулом и Роем Филлипсом. На второй день Кинг с группой уничтожили двухместный немецкий «Albatros».
16 августа 1918 года Кинг принимал участие в крупной атаке на немецкий аэродром в коммуне Обурден недалеко от Лилля, в результате которой было уничтожено тридцать семь самолётов противника. В ходе операции Кинг поджёг ангары четырёх или пяти немецких самолётов. В итоге, окрестности Лилля были в значительной степени очищены от немецкой авиации. 30 августа Кинг и ещё два пилота его эскадрильи сбили два самолёта «DFW» над Лаванти. 1 сентября Кинг уничтожил наблюдательный воздушный шар над хребтом Оберс. Три дня спустя вместе с Кобби он сбил «LVG» после нападения на поезд вблизи Лилля. 8 сентября 1918 года был награждён британским крестом «За выдающиеся лётные заслуги». В тексте награждения, опубликованном 3 декабря в «The London Gazette», отмечались «доблестные и важные действия по бомбардировке и атаке пулемётным огнём поездов и войск противника», в ходе которых «он добивался успеха, летая на малых высотах и пренебрегая личной опасностью». 16 сентября, после кратковременного затишья в воздушных боях, Кинг уничтожил биплан «фоккер» над Лиллем. В это же время он становится капитаном и командиром звена. К концу сентября число побед Кинга достигло отметки восемнадцать. 2 октября он совершил свой последний бой на «Sopwith Camel», уничтожив четвёртый немецкий воздушный шар.

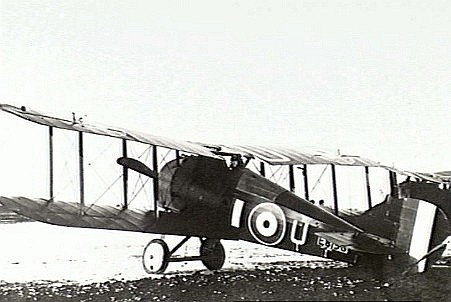
Семь побед на истребителе «Sopwith Snipe» сделали Кинга рекордсменом среди пилотов этого класса

В октябре 1918 года Кинг и вся 4-я эскадрилья пересаживаются на модернизированные одноместные истребители «Sopwith Snipe», чья увеличенная кабина лучше подходила для крупного пилота. 28 октября Кинг открыл счёт побед на новом самолёте. 29 октября он сбил противника над бельгийским городом Турне в ходе боя, который часто описывается как «одно из величайших воздушных сражений войны». На фоне воздушной битвы с участием более семидесяти пяти истребителей с обеих сторон, Кинг увернулся от пяти зашедших на него «фоккеров», прежде чем уничтожить LVG в лобовой атаке. Уже на следующий день пилот сбил ещё три немецких истребителя «Fokker D.VII», причём два без единого выстрела. Атакуя одного из противников, он одновременно «подрезал» другого. Этот «фоккер», пытаясь избежать столкновения с Кингом, врезался в ещё один «фоккер». Один из последних воздушных боёв этой войны состоялся 4 ноября над коммуной Лёз. Кинг в течение пяти минут уничтожил ещё два «Fokker D.VII». Семь побед на истребителе «Sopwith Snipe» в последние дни войны сделали его рекордсменом среди пилотов этого класса.
Всего за время войны Кинг вывел из строя двадцать шесть противников: шесть самолётов были выведены из-под контроля, тринадцать самолётов и четыре воздушных шара уничтожены лично пилотом, ещё три самолёта уничтожены им совместно с другими лётчиками. Среди пилотов Австралийского авиационного корпуса только у Гарри Кобби было больше побед в воздухе. Среди всех австралийских лётчиков Кинг оказался на четвёртом месте по этому показателю. Помимо Кобби, ещё два его соотечественника, Роберт Литтл и Родерик Даллас, выиграли больше воздушных поединков. 3 июня 1919 Кинг был награждён орденом «За выдающиеся заслуги».

## Межвоенный период

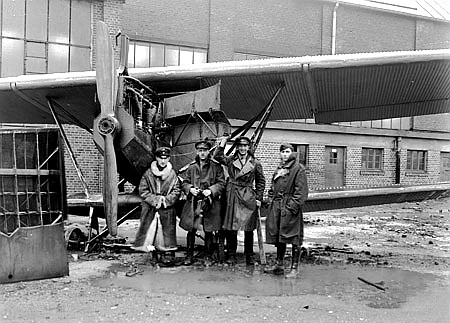
Кинг (второй справа), капитан Джордж Джонс (крайний справа) и другие офицеры 4-й эскадрильи, Германия, декабрь 1918 года

В декабре 1918 года, после окончания военных действий, 4-я эскадрилья Кинга присоединилась к британской армии в Биккендорфе, недалеко от Кёльна. В марте 1919 года армия вернулась в Англию, и 6 мая Кинг смог отправиться обратно в Австралию. 11 августа 1919 года он вышел в отставку в Мельбурне. Начал работать воздушным курьером в «Larkin-Sopwith Aviation Co. of Australasia Ltd», одним из соучредителей которой был лётчик-ас Герберт Ларкин. В это же время отказался в пользу Фрэнка Макнамары от предложения нового Австралийского авиационного корпуса (англ. Australian Air Corps)), предшественника Королевских военно-воздушных сил Австралии. В своём письме от 30 января 1920 года он написал: «Я чувствую, что должен отказаться от этого места в пользу этого очень хорошего и доблестного офицера». В апреле Макнамара получил приглашение в ААК.
За время работы курьером Кинг совершил несколько новаторских полётов. В 1920 году он осуществил первую воздушную доставку почты и газет в некоторые города на востоке Австралии и совершил первые посадки в нескольких поселениях на юге Квинсленда. Также участвовал в воздушных гонках. К апрелю 1922 года, уже работая в компании-преемнике «Larkin Aircraft Supply Co. Ltd», Кинг благополучно перевёз 2000 пассажиров и пролетел 48 000 миль (77 000 км) над штатами Виктория, Новый Южный Уэльс и Квинсленд. Покинув авиационный бизнес, он вместе с другим пилотом основал «Shipman, King and Co. Pty Ltd». Компания успешно занималась импортом и сборкой различной техники, что позволило Кингу заняться восстановлением гоночных автомобилей и участием в гонках.
31 марта 1925 года он женился на двадцатилетней Жозефине Ливингстон в англиканской церкви Святого Иоанна в пригороде Мельбурна. У пары родились сын и дочь.

## Вторая мировая война и смерть
В декабре 1939 года, вскоре после начала Второй мировой войны, Кинг снова вернулся на службу в авиацию, в Королевские военно-воздушные силы Австралии. 2 января 1940 года он стал командиром 3-й начальной лётной школы Королевских военно-воздушных сил Австралии в Эссендоне, штат Виктория. Так как Австралия принимала участие в международной программе по подготовке авиации, школа включала в себя значительное количество гражданских самолётов и сотрудников от частных авиакомпаний. К июлю все частные машины были зачислены на баланс ВВС. 21 декабря Кинг принял командование 5-й начальной лётной школой в Нарромине, штат Новый Южный Уэльс. Получив звание командира крыла, 7 июля 1941 года Кинг принял руководство 1-й лётной школой Королевских военно-воздушных сил Австралии в пригороде Мельбурна. В октябре Кинг был повышен в звании до груп-капитана и назначен командиром нового штаба в Пойнт-Кук.
Элвин Рой Кинг умер находясь на службе от внутримозмогового кровозлияния 28 ноября 1941 года, в возрасте 47 лет. Был кремирован в одном из северо-западных пригородов Мельбурна. Проститься с Кингом пришли сотни человек из военной и гражданской авиации, в том числе глава ВВС, маршал авиации сэр Чарльз Бёрнетт и представитель министра обороны. Гроб несли вице-маршал авиации Генри Ригли, коммодор авиации Раймонд Броунелл, групп-капитан Алан Уолтерс и командир крыла Генри Уиннек. Имя Элвина Кинга было выбито на 97-й плите Зала памяти Австралийского военного мемориала в Канберре.